# Axel Bronstert
Axel Bronstert (* 1959 in Ludwigshafen am Rhein) ist ein deutscher Hydrologe sowie Professor für Geoökologie (Schwerpunkt Hydrologie/Klimatologie) an der Universität Potsdam. 
Bronstert legte 1978 sein Abitur am Leininger-Gymnasium in Grünstadt ab und studierte Bauingenieurwesen / Wasserwesen in Karlsruhe und von 1986 bis 1987 an der Universität Kyōto, Japan. Er promovierte im Jahr 1993 in Hydrologie und Wasserwirtschaft an der Universität Karlsruhe. Von 1995 bis 1999 war er am Potsdam-Institut für Klimafolgenforschung tätig, danach wurde er zum Professor für Hydrologie und Klimatologie an der Universität Potsdam berufen. Dort ist er verantwortlich für die Fächer Hydrologie und Klimatologie am Institut für Umweltwissenschaften und Geographie.